# Mam’zelle Nitouche
Mam’zelle Nitouche (franz., ungefähr: „Fräulein Rührmichnichtan“) ist eine der berühmtesten französischen Operetten. Das von Hervé komponierte Werk mit einem Text von Henri Meilhac hat drei Akte und wurde am 26. Januar 1883 im Pariser Théâtre des Variétés uraufgeführt.
Mam’zelle Nitouche gehört mit lockeren Gesangseinlagen zum damals modernen Genre der Vaudeville-Operette, die sich den opernhaften Operetten etwa von Charles Lecocq entgegenstellte. Sie spiegelt eine Unterhaltungswelt gegen Ende des 19. Jahrhunderts, die bereits von den Music Halls und Café-concerts geprägt ist. Die Handlung ist ein präzis funktionierender Schwank. Aufgrund des antifranzösischen Nationalismus in jener Zeit hat sich das Werk nicht im deutschen Sprachgebiet eingebürgert. Sehr bekannt ist es aber etwa in Tschechien.

## Orchester
Zwei Flöten, eine Oboe, zwei Klarinetten, ein Fagott, zwei Hörner, zwei Trompeten, eine Posaune, eine Harfe, ein Klavier, ein Harmonium, großes Schlagwerk und Streicher

## Bildfolge
Akt I, Bild 1: Musikzimmer eines Mädchenpensionats; Akt II, Bild 2: Bühnenkorridor;
 Akt III, Bild 3: Kasernenhof; Bild 4: Musikzimmer des Mädchenpensionats

## Handlung
Der Kirchenorganist Célestin ist Musiklehrer an einem Mädchenpensionat, jedoch ist er als "Floridor" heimlich auch Komponist von Operetten. Er führt sein Werk im Theater von Pontarcy auf, was vom dort stationierten Militär große Beachtung findet. Mit seiner Hauptdarstellerin Corinna hat Célestin eine Liebschaft, was die Eifersucht eines Dragoner-Majors erweckt, der zufällig der Bruder der Pensionatsleiterin ist. Sein Leutnant Fernand versucht zudem, in der Aufführung seine ihm versprochene Braut erstmals zu sehen, die er noch nicht kennt. Er verliebt sich dabei in Denise, die, wie sich erst am Schluss herausstellt, seine Braut ist. Zufällig springt sie sogar in Floridors Stück für seine Geliebte Corinne ein. Sie spinnt geschickte Intrigen, allerdings nicht nur deswegen ist sie die „Mam’zelle Nitouche“. Aufgrund der Liebesverwicklungen platzt die Aufführung der Operette beinahe, doch am Ende finden die beiden Paare zusammen.
Wie in der Wiener Operette gibt es einen 3.-Akt-Komiker, den Brigadier Loriot.

## Wirkung

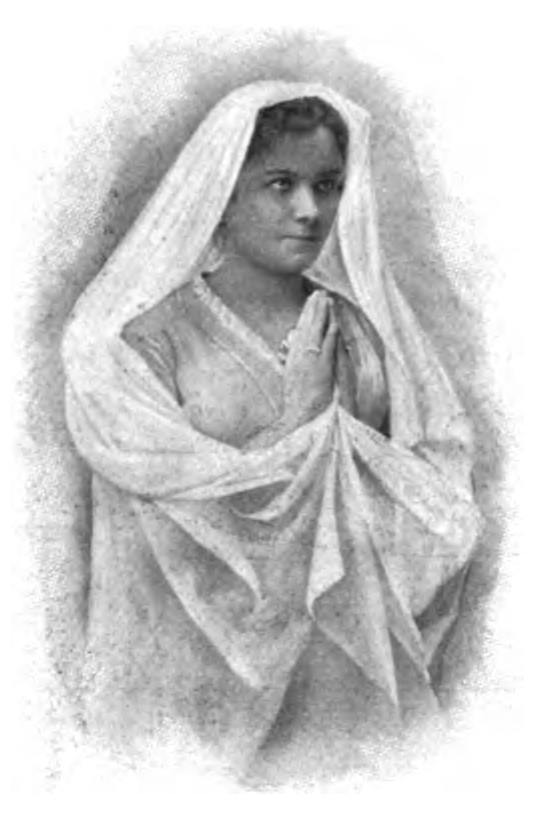
Ilka von Palmay in der Titelrolle bei ihrem Gastspiel am Theater an der Wien (5. und 9. Februar 1901)

Die Titelrolle war eng mit der Schauspielerin und Sängerin Anna Judic verbunden, die sie jahrelang verkörperte. Die Operette hat sich bis heute im Pariser Repertoire gehalten. Als Célestin wurde später der Schauspieler Fernandel berühmt, der diese Rolle auch in der Verfilmung von Yves Allégret (1954) an der Seite von Pier Angeli verkörperte.
Die gerühmte Übersetzung von Richard Genée konnte sich im deutschen Sprachgebiet nicht etablieren. Rettungsversuche im 20. Jahrhundert nahmen Renato Mordo 1929 in Darmstadt sowie Hans Weigel und Alexander Steinbrecher in München 1955 vor. Trotzdem wurde die Operette im Unterschied zu Jacques Offenbachs bedeutendsten Werken kein Bestandteil des deutschen Repertoires. Die deutsche Verfilmung Mamsell Nitouche von Carl Lamac mit Julia Serda und Oskar Karlweis 1931 konnte zwei Jahre vor der nationalsozialistischen Machtergreifung nur wenig Wirkung entfalten. Eine weitere Verfilmung aus dem Jahr 1954 lief in der BRD unter dem Titel Frl. Nitouche an. Außerdem entstand unter Annelise Reenbergs Leitung 1963 in Dänemark die Adaption Frøken Nitouche (deutsch Fräulein unberührt) mit Lone Hertz in der Titelrolle.